# Swertia erythrosticta
Swertia erythrosticta är en gentianaväxtart som beskrevs av Carl Maximowicz. Swertia erythrosticta ingår i släktet Swertia och familjen gentianaväxter. Utöver nominatformen finns också underarten S. e. epunctata.